# Ludwik Wittchen
Ludwik Wittchen (ur. 19 października 1871 w Pszczewie, zm. 17 kwietnia 1940 w obozie koncentracyjnym Sachsenhausen) – polski rolnik i działacz narodowy. Członek Związku Polaków w Niemczech w Pszczewie.

## Życiorys
Ludwik Wittchen pochodził z miejscowej rolniczej rodziny od pokoleń związanej z ziemią międzyrzecką. Ojciec Ludwika był średniozamożnym rolnikiem w Pszczewie (Młynie Zajeziernym). Po ukończeniu szkoły podstawowej Ludwik pracował w rodzinnym gospodarstwie, które przejął po śmierci ojca wraz z młynem. Jako działącz Związku Polaków w Niemczech uświadamiał polskich rodziców aby używali i uczyli dzieci w domu języka polskiego w prywatnych rozmowach i na publicznych spotkaniach.

### Działalność patriotyczno-narodowa
Ludwik Wittchen należał do najbardziej aktywnych działaczy niepodległościowych w Pszczewie wraz z Wojciechem Poczekajem, Antonim Cyraniakiem, Ignacym Skotarczykiem, Józefem Górnym i Franciszkiem Goltzem z Pszczewa oraz Kazimierzem Kowalskim z Szarcza. Na wiecach agitował za przyłączeniem Pszczewa do Polski. W sierpniu 1919 roku, wraz z Kowalskim i Poczekajem, w imieniu polskiej ludności przedłożył delegacji Międzynarodowej Komisji Granicznej memoriał wraz z protestem przeciwko postanowieniom traktatu wersalskiego pozostawiającym Pszczew wraz z okolicą w Niemczech. Interweniował również w Naczelnej Radzie Ludowej w Poznaniu. W domu Wittchena redagowano i podpisywano w 1919 listy za przyłączeniem Pszczewa i okolic do Polski. W niemieckim raporcie na temat działaczy polskich z powiatu międzyrzeckiego czytamy:

Wittchen jest Polakiem — nacjonalistą i nie kryje się ze swoimi przekonaniami, jest duchowym przywódcą Polaków w okolicy Pszczewa, do którego polska ludność ma jak największe zaufanie (...) Wittchena trzeba określić jako jednego z najniebezpieczniejszych propagandystów w Pszczewie i okolicy. Jest członkiem Polskiej Rady Ludowej i ma bezpośrednie powiązania z zarządem w Poznaniu.

Wittchen współpracował z innymi członkami Związku Polaków w Niemczech z okolicy Pszczewa, m.in. z Wojciechem Poczekajem, Kazimierzem Kowalskim oraz Feliksem i Ignacym Paździorkami, pracując na rzecz zachowania języka polskiego w pszczewskim kościele, interweniując bezskutecznie w Administraturze Apostolskiej w [[Piła (miasto)|Pile]], gdy nowy proboszcz ksiądz Maksymilian Krug usunął w 1925 język polski z nabożeństw, usuwając także pamiątki o charakterze patriotycznym (orły polskie) oraz napisy w języku polskim. W wyborach samorządowych 1920 objął jedno z czterech polskich miejsc w radzie miejskiej Pszczewa. W 1927 roku, w 50 roku istnienia pszczewskiego Banku Ludowego, został wybrany jako prezes rady nadzorczej, którą to funkcję sprawował aż do aresztowania przez hitlerowców w 1939 roku. W 1929 roku Wittchen, głównie dzięki silnemu poparciu mieszkańców polskiej wsi, Dąbrówki Wielkopolskiej, wszedł do międzyrzeckiego sejmiku powiatowego, w którym bronił interesów polskiej mniejszości. wszedł do międzyrzeckiego sejmiku powiatowego, w którym działał na rzecz polskiej mniejszości. Jego dom służył za miejsce spotkań działaczy polskich z Dąbrówki Wielkopolskiej, Pszczewa, Szarcza, Zielomyśla i Stołunia. Wittchen utrzymywał kontakty z Polską, sprowadzał i kolportował polskie książki i czasopisma, w tym materiały dla dzieci i rodziców. 
Ludwik Wittchen wraz z organistą, Wojciechem Poczekajem, interwali bezskutecznie w Administraturze Apostolskiej w Pile, gdy nowy proboszcz ksiądz Maksymilian Krug usunął w 1925 język polski z nabożeństw w pszczewskim kościele 
W 1939 roku, w czasie spisu ludności, propagował wśród mieszkańców deklarowanie polskiej narodowości.

### Śmierć i represje wobec rodziny
Ludwik Wittchen został aresztowany 17 września 1939 roku i wywieziony wraz z innymi działaczami polskimi do obozu koncentracyjnego Sachsenhausen, gdzie zginął 17 kwietnia 1940 roku. Prochy Wittchena pozostały w Sachsenhausen, nie pozwolono ich sprowadzić do Pszczewa.
Żonę Wittchena, Marię z domu Misiewicz, pochodzącą z Szarcza wywieziono na przymusowe roboty do Frankfurtu nad Odrą. Zwolniona po kilku tygodniach ze względu na stan zdrowia i dzieci, wróciła do rodzinnej miejscowości.Gospodarstwo Wittchenów przejął niemiecki bauer. Po wojnie wróciła na pogorzelisko swojej gospodarki. Zabudowania zostały spalone przez niemieckiego bauera, który musiał uchodzić przed frontem na zachód. Represje dotknęły także rodzinę Misiewiczów, w tym rodzeństwo Marii Wittchen. W książce pt. „Płonące krzaki nad Obrą” autorka Maria Zientara-Malewska, nauczycielka z Nowego Kramska, cytuje poufne pismo, które w roku 1941 ówczesny sołtys Szarcza wysłał do Kreisbauernführera w Międzyrzeczu. Sołtys domaga się w nim wywłaszczenia Walerii Misiewicz i przekazania gospodarstwa w ręce niemieckie. We wniosku podkreśla, że licząca 42 lata Waleria jest znana jako zagorzała Polka, wyznaczono ją nawet na nauczycielkę polską w Szarczu. Sołtys ostrzega władze, że istnieje obawa, że Waleria wyjdzie za mąż za Polaka, a jeżeli nie, to gospodarstwo mogą odziedziczyć dzieci zmarłego Ludwika Wittchena. Wystawia też Misiewiczom świadectwo, informując, że wszyscy członkowie rodziny przebywali w Polsce na naukach, są uświadomionymi Polakami i nie ukrywają tego. Donosi również, że już w 1919 roku spodziewali się wkroczenia Polaków do Szarcza i przygotowywali się na tę okazję, plotąc uroczyste girlandy do przyozdobienia ulicy. Pod koniec wojny aresztowany został także brat Marii, Sylwester. Najpierw osadzono go w Świebodzinie, a później przeniesiono do więzienia w Siegburgu, w którym zmarł 17 II 1945.